# Croce Verde Baggio

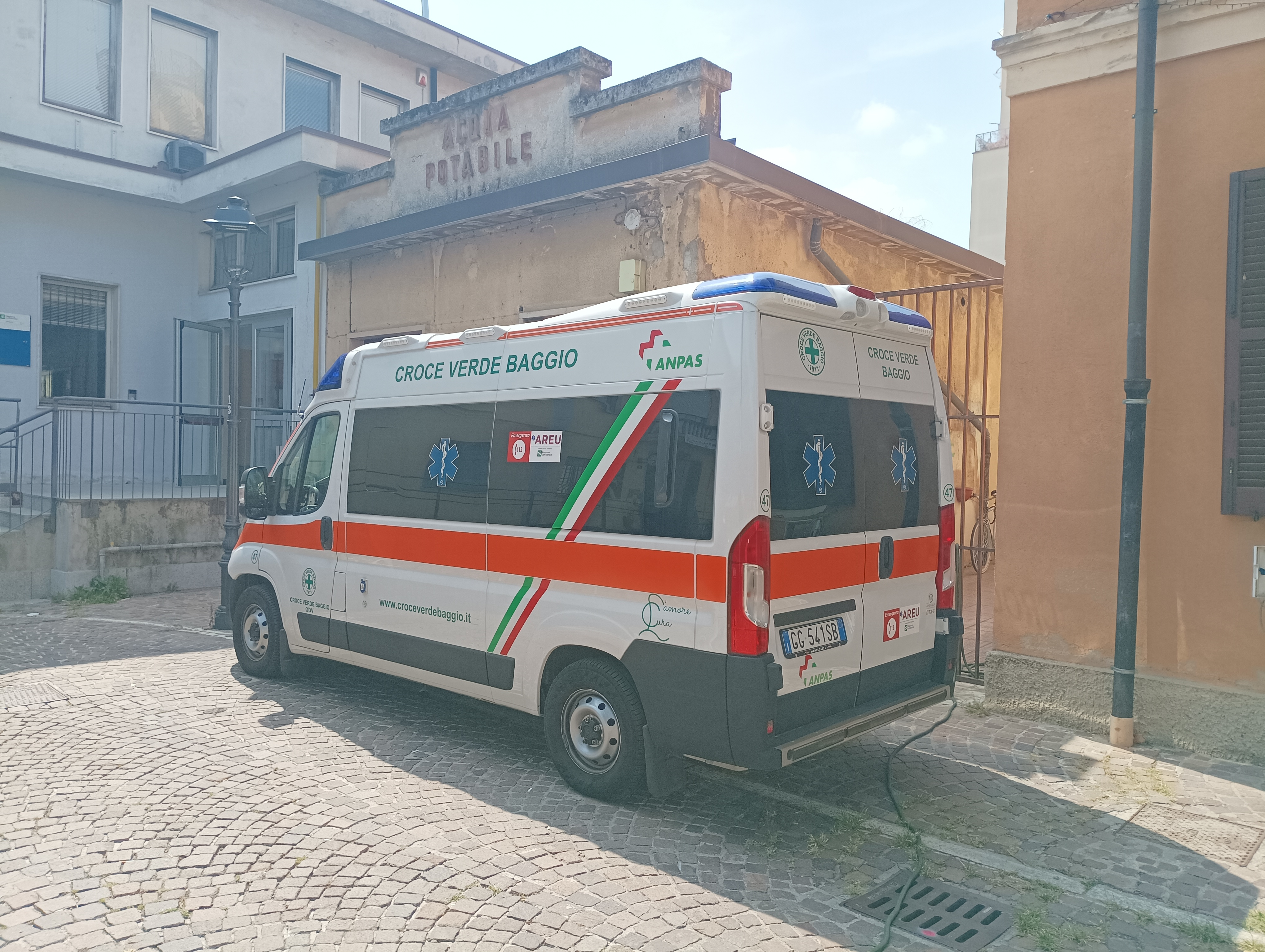
Un'ambulanza della Croce Verde Baggio davanti alla sede

La Croce Verde Baggio è un'associazione di volontariato sorta nel 1911 a Baggio e ancora attiva nel settore del soccorso sanitario: ha sede in Piazza Cesare Stovani, nel centro del quartiere.
Fa parte dell'Associazione Nazionale Pubbliche Assistenze.

## Storia
L'associazione viene costituita nel 1911 come ramo baggese del movimento della Croce Verde: nell'area milanese il servizio di pubbliche assistenze era molto attivo e aveva portato, pochi anni prima, alla nascita dell'Assistenza Pubblica Milanese e della Croce Verde Milano, che si fusero dopo pochi anni, al tempo dell'influenza spagnola.
A renderne possibile la nascita fu l'intervento di Giuseppina Galanti Setti che, dopo la morte di un suo familiare dovuta all'assenza di un servizio di soccorso volontario nella cittadina, propose l'istituzione di essa. La neonata formazione ebbe il supporto morale e materiale dell'APM, che fornì anche una lettiga a mano in attesa che i baggesi potessero permettersi un carro ambulanza.
Sin dalla nascita ebbero sede nella piazza centrale di Baggio, in principio in una palazzina poi demolita per costruire gli uffici comunali e, poi, nell'attuale palazzina dal 1925, con un periodo transitorio nelle palestre della scuola comunale: nel 1912 viene istituito in essa un ambulatorio per gli indigenti, aperto a giorni alterni e gestito da medici dell'Ospedale maggiore di Milano. 
Con la fine della prima guerra mondiale il ritorno dei baggesi dal fronte porta ad una migliore organizzazione dell'associazione, che si dota di un consiglio direttivo e, nel 1925, di una prima autoambulanza.
Come tutte le associazioni di soccorso viene sciolta durante il regime fascista e unita alla Croce Rossa Italiana: ricostituita dopo la Liberazione, per i primi anni opera come centralino telefonico per la Croce Verde ambrosiana, ma già nel 1947 la società civile baggese accorda alla Croce Verde prestiti a condizioni di favore, così che possa ricostituirsi in autonomia: nel 1953 viene ottenuta una nuova autoambulanza e l'associazione si rimotorizzerà velocemente: nel 1972 arriverà a diecimila pazienti trasportati.
In occasione dei terremoti in Friuli del 1976 e d'Irpinia del 1980 l'associazione invia propri militi e mezzi, aprendo anche una raccolta fondi tra la cittadinanza baggese.
Nel 1984 l'associazione acquista la prima ambulanza di nuova concezione, fondata su modello Fiat Ducato, con interni medicalizzati e strutture di supporto, che sostituiranno le autolettighe di vecchia concezione.

## Attività
Oltre all'attività di soccorso l'associazione si dedica alla divulgazione sanitaria per i cittadini, con corsi di primo soccorso aperti alla cittadinanza e attività di informazione presso la Biblioteca di Baggio. 